# McPherson megye (Kansas)
McPherson megye az Amerikai Egyesült Államokban, azon belül Kansas államban található. Megyeszékhelye és legnagyobb városa McPherson. Lakosainak száma 30 223 fő (2020. április 1.). McPherson megye Saline, Dickinson, Marion, Harvey, Reno, Rice és Ellsworth megyékkel határos.

## Népesség
A megye népességének változása:
| Lakosok száma | 29 139 | 29 202 | 29 351 | 29 569 | 28 941 | 30 223 |
|               | 2010   | 2011   | 2012   | 2013   | 2015   | 2020   |